# 한병수
한병수(韓炳洙, 1953년 11월 1일 ~ 2023년 2월 1일)은 대한민국의 정치인이다. 제10·11·12대 충청북도 청주시의원이었다.

## 학력
- 대길국민학교 졸업
- 내수중학교 졸업
- 청주농업고등학교 졸업
- 충북보건과학대학교 복지행정과 졸업

## 경력
- 용담,명암,산성동 주민자치위원장
- 국제와이즈맨 한국 서부지구 충북남지방장
- KB손해보험(구LIG손해보험) 지역단장
- 청주시 배구협회 회장
- 청주시 체육회 이사
- 충청일보 대표이사
- 충청북도장애인체육회 이사
- 청주시 민주평화통일 자문위원
- 청주YMCA 감사
- 청주농업고등학교 총동문회 부회장
- 2014.07 ~ 2018.06 제10대 충청북도 청주시의회 의원
- 2014.07 ~ 2016.07 제10대 충청북도 청주시의회 전반기 도시건설위원회 위원
- 2014.07 ~ 2016.07 제10대 충청북도 청주시의회 전반기 예산결산특별위원회 위원
- 2014.08 ~ 2014.08 제10대 충청북도 청주시의회 윤리특별위원회 위원
- 2015.08 ~ 2015.10 제10대 충청북도 청주시의회 상수도단수관련행정사무조사특별위원회 위원
- 2016.07 ~ 2018.06 제10대 충청북도 청주시의회 후반기 예산결산특별위원회 부위원장
- 2018.07 ~ 2022.06 제11대 충청북도 청주시의회 의원
- 2018.07 ~ 2020.07 제11대 충청북도 청주시의회 전반기 도시건설위원회 위원
- 2018.07 ~ 2020.07 제11대 충청북도 청주시의회 전반기 예산결산특별위원회 위원
- 2018.10 ~ 2019.11 제11대 충청북도 청주시의회 KTX세종역신설반대특별위원회 위원
- 2020.07 ~ 2022.06 제11대 충청북도 청주시의회 후반기 도시건설위원회 위원장
- 2022.07 ~ 2023.02 제12대 충청북도 청주시의회 의원
- 2022.07 ~ 2023.02 제12대 충청북도 청주시의회 전반기 재정경제위원회 위원

## 역대 선거 결과
|  | 21.04% |

|  | 18.69% |

|  | 30.20% |

|  | 20.62% |